# Ито, Такэо (хоккеист на траве)
Такэо Ито (яп. 伊藤赳夫; 5 января 1915 — неизвестно) — японский хоккеист на траве, нападающий. Участник летних Олимпийских игр 1936 года.

## Биография
Такэо Ито родился 5 января 1915 года.
Учился в университете Хитоцубаси в Токио.
В 1936 году вошёл в состав сборной Японии по хоккею на траве на летних Олимпийских играх в Берлине, поделившей 5-6-е места. Играл на позиции нападающего, провёл 3 матча, забил 1 мяч в ворота сборной США.
О дальнейшей жизни данных нет.